# Cratere Alcander
Alcander è un cratere sulla superficie di Dione.